# Entodon gracilisetus
Entodon gracilisetus är en bladmossart som beskrevs av Georg Ernst Ludwig Hampe 1865. Entodon gracilisetus ingår i släktet Entodon och familjen Entodontaceae. Inga underarter finns listade i Catalogue of Life.